# Insula Szentendre
Szentendre (în maghiară Szentendrei-sziget; în traducere Insula Sf. Andrei) este o insulă pe Dunăre din Ungaria, formată în Cotul Dunării la câțiva kilometri în aval de Vișegrad și extinsă până la Budapesta. Insula este cuprinsă între brațul Szentendre al Dunării (la vest) și brațul principal al fluviului (la est) și este integrată în Parcul Național Dunăre-Ipoly. Ea are o lungime de 31 km, o lățime maximă de 3,5 km și o suprafață de 56 km² și face parte din districtul Szentendre al județului Pesta.
Podul Megyeri, care se află pe șoseaua de centură a drumului expres M0, traversează capătul sudic al insulei, dar nu are acces la rețeaua rutieră a insulei. Insula este legată de continent prin podul Tildy, care traversează brațul Szentendre. Există, de asemenea, o serie de feriboturi care traversează atât brațul Szentendre, cât și brațele principale ale Dunării.
Mai multe localități se află pe insulă, printre care (de la nord la sud) Kisoroszi, Tahitótfalu, Pócsmegyer, Surány (stațiune), Szigetmonostor și Horány (stațiune). Insula conține terenuri agricole, livezi și podgorii, dar cel mai important rol al ei este aprovizionarea cu apă potabilă a Budapestei și a orașelor învecinate.

## Legături externe
- Portalul insulei Szentendre Arhivat în 18 februarie 2007, la Wayback Machine.
- Szentendrei-sziget.lap.hu
- Hartă (Google)